# Каракумский курултай казахов
Каракумский курултай казахов — съезд казахских биев и батыров трех жузов в Каракумах (окрестности Арала) осенью 1710 года.
Главная задача съезда — определение дальнейших отношений с Джунгарским ханством, инициатором съезда был Тауке-хан. С начала XVIII века давление Джунгарского ханства на казахские земли заметно усиливается. Позиции различных представителей казахской элиты были неодинаковыми: часть предлагала подчиниться джунгарам, другая часть заняла выжидательную позицию, третья часть предлагала вести дальнейшую борьбу. Лишь после убедительной речи Канжыгалы Богенбай-батыра, сторонника решительных военных действий, участники съезда согласились вести объединённые военные действия против джунгар. Предводителем казахского ополчения съезд избрал Богенбай-батыра. Верховным командующим из ханов, по некоторым сведениям, был избран хан Младшего жуза Абулхаир.